# Nornik reliktowy
Nornik reliktowy (Microtus dogramacii) – gatunek ssaka z podrodziny  karczowników (Arvicolinae) w obrębie rodziny chomikowatych (Cricetidae).

## Zasięg występowania
Nornik reliktowy występuje w południowo-zachodniej Azji zamieszkując w zależności od podgatunku:
- M. dogramacii dogramacii – środkowa Anatolia (Turcja); wewnątrzgatunkowa granica rozmieszczenia nie została ustalona.
- M. dogramacii qazvinensis – nornik irański[5] – północno-zachodni Iran; być może wschodnia Turcja.

## Taksonomia
Gatunek po raz pierwszy zgodnie z zasadami nazewnictwa binominalnego opisali w 1999 roku turecki zoolog Haluk Kefelioğlu oraz słoweński zoolog Boris Kryštufek nadając mu nazwę Microtus dogramacii. Holotyp pochodził z wsi Boyali köyü (35°36’E, 41°40’N), na wysokości 900 m n.p.m., w dystrykcie Suluova, w prowincji Amasya, w Turcji. 
M. dogramacii należy do podrodzaju Sumeriomys i grupy gatunkowej guentheri. Początkowo rozpoznany na podstawie unikalnego kariotypu (2n = 48) i cech morfologicznych. Badania oparte na markerach molekularnych potwierdziły status taksonomiczny dogramacii i zidentyfikowały takson qazvinensis jako jego podgatunek. Jest podobny rozmiarami i kształtem ciała do pokrewnego Microtus socialis, różni się jednak kariotypem.  Analizy DNA mitochondrialnego wskazują, że jest blisko spokrewniony z M. guentherii. Autorzy Illustrated Checklist of the Mammals of the World rozpoznają dwa podgatunki.

### Etymologia
- Microtus: gr. μικρος mikros „mały”; ους ous, ωτος ōtos „ucho”[8].
- dogramacii: prof. dr Salih Doğramaci (zm. 1998), turecki teriolog[2][9].
- qazvinensis: miasto Kazwin, Iran[3].

## Morfologia
Długość ciała (bez ogona) 99–125 mm, długość ogona 18–33 mm; masa ciała 19–42,5 g. 

## Biologia
Zwierzęta te występują na wysokościach od 200 do 800 m n.p.m.; zasięg gatunku nie jest dobrze rozpoznany. Zamieszkują otwarte, suche tereny, w tym pola uprawne. Lokalnie mogą być szkodnikami.

## Populacja
Nornik reliktowy zamieszkuje ograniczony obszar, częściowo użytkowany rolniczo, jednak potrafi tam przetrwać. Niewiele wiadomo o jego populacji, ale nie jest pospolity. Południową część zasięgu obejmuje obszar ochrony przyrody wokół jeziora Tuz, który jest jednak zaniedbany i warunki przyrodnicze ulegają w nim pogorszeniu. Nie są znane zagrożenia dla gatunku i obecnie jest uznawany za gatunek najmniejszej troski, choć Międzynarodowa Unia Ochrony Przyrody zaleca dalsze badania.